# Серж Тел
Серж Тел (5. мај 1955) је француски дипломата. Обавља функцију премијера Монака .

## Детињство и младост
Серж Тел је рођен 5. маја 1955. године у Нанту, у Француској. Отац му је био инжењер.
Тел је дипломирао на Париском институту политичких наука. Такође је стекао диплому из свахилија на Националном институту за оријенталне језике и цивилизације и другу диплому из заједничког права.

## Каријера
Тел се придружио француском Министарству спољних послова 1982. године где је прво радио као други секретар у Амбасади Француске у Дар-ес-Саламу, Танзанија, све до 1984. Био је први секретар у Сталној мисији Француске при Уједињеним нацијама у Њујорку од 1984. до 1988. Био је дипломатски саветник државног секретара за хуманитарну акцију Бернарда Кушнера од 1988. до 1992.
Радио је у Секретаријату за спољне и послове Комонвелта Велике Британије од 1992. до 1993. и у канцеларији Уједињених нација у Женеви од 1993. до 1997. Био је саветник премијера Лионела Жоспина од 1997. до 2002. године, са фокусом на блискоисточна и афричка питања.
Тел је обављао функцију генералног конзула (касније амбасадора) Француске у Монаку од 2002. до 2007. Био је саветник министра спољних послова Бернарда Кушнера од 2007. до 2008. Био је француски амбасадор у Унији за Медитеран од 2008. до 2012, а међуминистарски делегат за Медитеран од 2013. до 2015. Такође је био председник Агенције за градове и територије Медитерана од 2011. до 2016. Тел је именован за премијера Монака 1. фебруара 2016. наследивши Мишела Рожеа.
Тел је витез Легије части и Националног ордена за заслуге. Такође је и командант Ордена Светог Шарла.
Дана 16. марта 2020. Тел се тестирао на коронавирусну болест 2019, а његов резултат је био позитиван.

## Лични живот
Тел, тркач на дуге стазе, атлетичар, ожењен је за Жулајн Шену, телевизијску водитељку. Они имају сина Алексиса.